# Tom Erdimi
Tom Erdimi é um político chadiano membro do grupo étnico Zaghawa, irmão gêmeo de Timan Erdimi e sobrinho do presidente chadiano Idriss Déby.
Foi primeiramente diretor do gabinete civil de Déby em 1991, posteriormente reitor da Universidade de Jamena e coordenador do projeto petrolífero nacional, depois de ter sido representante do Chade no consórcio petrolífero Exxon em Houston em 1997 onde estabeleceu laços estreitos com os petroleiros texanos. 
Desertou oficialmente do regime de seu tio Déby e passou para a oposição, sendo acusado de estar envolvido numa tentativa de golpe de Estado em 2004 e em 2006 e num ataque à capital Jamena em 2008.
Atualmente, vive em Houston, Estados Unidos, como um exilado político.